# ازدواج همجنس در کواویلا
ازدواج همجنس‌ در کواویلا از سپتامبر ۲۰۱۴ قانونی شده است. کواویلا دومین ناحیه در مکزیک (پس از مکزیکو سیتی) و نخستین ایالت این کشور بود که ازدواج همجنس‌ را قانونی اعلام کرد.

## تاریخچه

### پیوند مدنی
کنگرهٔ کواویلا در ۱۱ ژانویهٔ ۲۰۰۷ با ۲۰ رأی موافق و ۱۳ رأی مخالف قانون پیوند مدنی را برای زوج‌های همجنس‌گرا و زوج‌های با جنس مخالف تصویب کرد. در این قانون حق سرپرستی فرزند برای زوج‌های همجنس در نظر گرفته نشده بود. ایالت کواویلا پس از بوینس آیرس و مکزیکو سیتی سومین ناحیه در آمریکای لاتین بود که اتحاد مدنی همجنس‌ها را قانونی اعلام کرد.

### ازدواج
کنگرهٔ کواویلا در ۱ سپتامبر ۲۰۱۴ با رأی ۲۰ به ۱ ازدواج همجنس را در این ایالت قانونی اعلام کرد. این قانونی که مورد حمایت فرماندار ایالت نیز بود، از ۱۷ سپتامبر ۲۰۱۴ به اجرا درآمد. بدین ترتیب زوج‌های همجنس ار تمام حقوق زوج‌های دگرجنس‌گرا از جمله حق سرپرستی فرزند برخوردار شدند.